# Vladimir Mšvenijeradze
Vladimir Vlasovič Mšvenijeradze (rusky Влади́мир Вла́сович Мшвениера́дзе; 1. března 1926 v Tiflisu – 26. května 1990 v Moskvě) byl sovětský marxisticko-leninský filozof, doktor filosofických věd, profesor.

## Životopis
V roce 1953 absolvoval Filosofickou fakultu Tbiliské státní univerzity. Od roku 1959 působil jako vědecký pracovník ve Filozofickém ústavu Akademie věd Sovětského svazu. V letech 1979 až 1989 zastával post zástupce ředitele tohoto ústavu. 26. prosince 1984 byl zvolen členem korespondentem AV SSSR. Zabýval se především historickým materialismem, vědeckým komunismem a kritikou „buržoazní“ filosofie. Byl jedním z autorů učebnice Dějiny filosofie (rusky История философии) za redakce Michaila Dynnika. Podílel se také na vydávání spisů Arnošta Gellnera a Herberta Apthekera.

## Publikace
v ruštině
- «Антикоммунизм — оружие обречённых» (1964)
- «Антикоммунизм — идеология и политика империализма» (1973)
- «Перестройка и политическая наука» // «Вопросы философии», 1988, № 2
- «СССР — ФРГ: навстречу друг другу. Духовные предпосылки и проблемы сотрудничества» (1990, совм. с К. Хорнунгом)

Překlady do češtiny
- Dějiny filosofie I-V (původním názvem: «История философии» [6 томов] (1957-1965)). Za redakce M.A. Dynnika, Marka Mitina, Michaila Iovčuka, Teodora Ojzermana aj. 1. vyd. Praha: Státní nakladatelství politické literatury, 1959–1963. 5 svazků.
- Leninismus a filosofické problémy současnosti (původním názvem: Ленинизм и философские проблемы современности, Leninizm i filosofskije problemy sovremennosti). Překlad : z ruského originálu přeložil Jaroslav Javůrek; Celková redakce M.T. Jovčuk (vedoucí autorského kolektivu) a V. V. Mšvenijeradze. Praha: Svoboda, 1972. 663 s. Náklad 4000 výt.
- MŠVENIJERADZE, Vladimir. Kritiická analýza ideologické strategie imperializmu a teoretických koncepcí soudobého antikomunizmu. In: JOVČUK, M.T.; MŠVENIJERADZE, V. V. Leninismus a filosofické problémy současnosti. 1. vyd. Praha: Svoboda, 1972. S. 612–651.